# Schmidt-Bleibtreu-Straße 2 (Mönchengladbach)

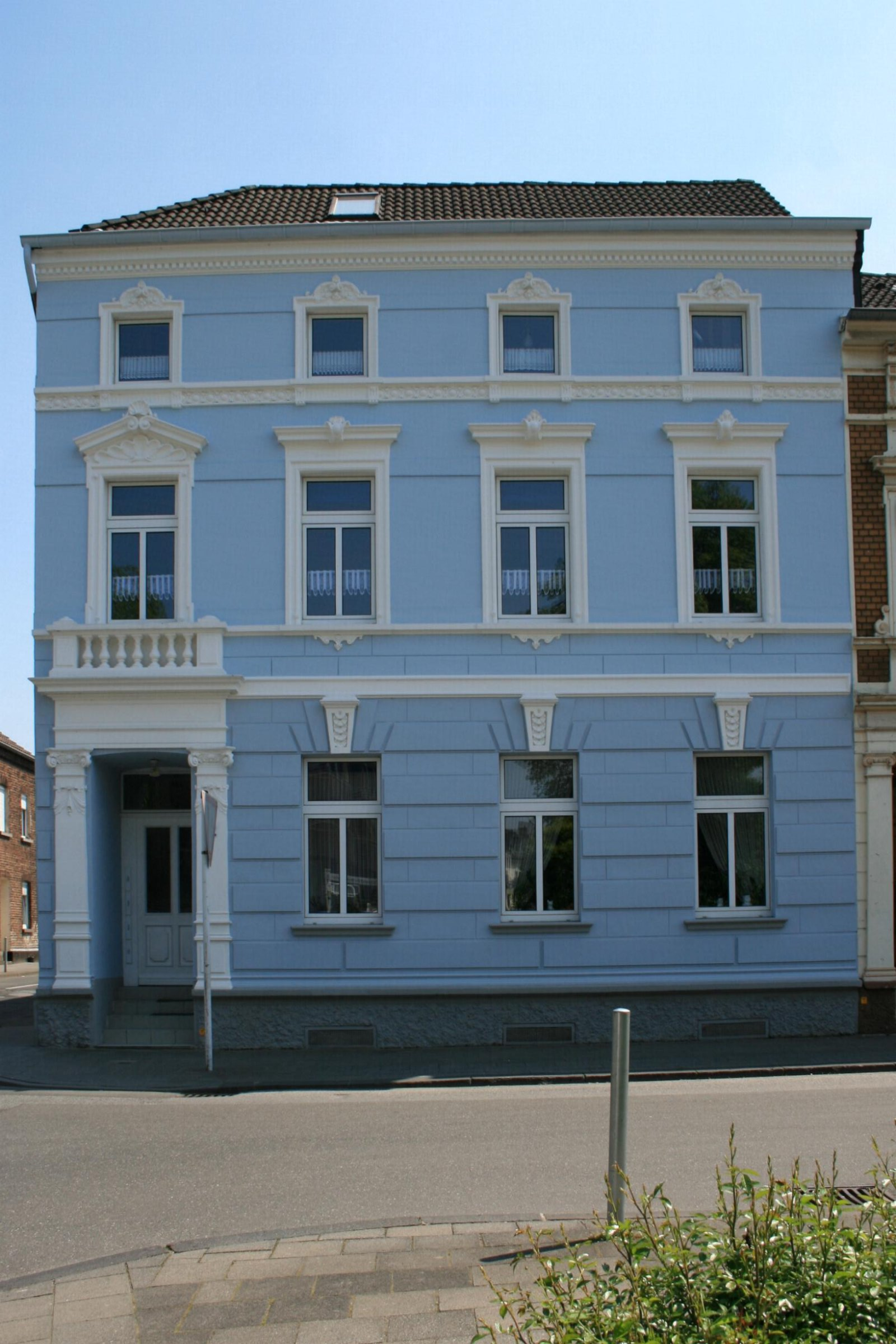
Wohnhaus

Das Wohnhaus Schmidt-Bleibtreu-Straße 2 steht im Stadtteil Odenkirchen in Mönchengladbach (Nordrhein-Westfalen).
Das Gebäude wurde um die Jahrhundertwende erbaut. Es ist unter Nr. Sch 011 am 15. Dezember 1987 in die Denkmalliste der Stadt Mönchengladbach eingetragen worden.

## Lage und Architektur
Die Schmidt-Bleibtreu-Straße liegt im Stadtteil Odenkirchen und besteht zum Großteil aus historischer Bebauung. Das erbaute Traufenhaus von vier Achsen  ist in zweieinhalb Geschossen errichtet. Ein Krüppelhalbwalmdach schließt das Gebäude ab. Das Objekt ist als historisches Bürgerhaus und aufgrund seines Standortes schützenswert. Das Haus ist auch wie die Objekte Nr. 4 und Nr. 8 Teil einer Häuserzeile.